# Brent (Alabama)
Brent es una ciudad ubicada en el condado de Bibb en el estado estadounidense de Alabama. En el censo de 2000, su población era de 4024.

## Demografía
En el 2000 la renta per cápita promedia del hogar era de $21,287, y el ingreso promedio para una familia era de $34,375. El ingreso per cápita para la localidad era de $11,044. Los hombres tenían un ingreso per cápita de $28,351 contra $20,602 para las mujeres.

## Geografía
Brent se encuentra ubicada en las coordenadas 32°56′24″N 87°10′29″O / 32.94000, -87.17472 (32.940240, -87.174982).
Según la Oficina del Censo de los EE. UU., la ciudad tiene un área total de 8.73 millas cuadradas (22.61 km²).